# Virgem Maria e o Menino, com Santa Isabel, S. João Batista e Santa Catarina (Veronese)
Virgem Maria e o Menino, com Santa Isabel, S. João Batista e Santa Catarina é uma pintura a óleo sobre tela do período de 1565-70 de Paolo Veronese, mestre italiano da Renascença, que se encontra no Museu de Arte Timken de San Diego.
Nesta obra, uma Santa Catarina sumptuosamente vestida é representada à direita com a Sagrada Família. Santa Isabel, a mãe de São João Batista e prima da Virgem Maria, está à esquerda usando roupas de moleira. Veronese colocou as figuras num fluxo majestoso de formas interagindo entre si apresentando-as com um rico jogo de luz e um equilíbrio perfeito de cores quentes e frias.

## História
Esta pintura foi possivelmente mencionada por Ridolfi como pertencendo aos herdeiros de Veronese. De acordo com Cicogna (1824–53) a obra pertenceu a Abbott Celotti. Pertenceu a Bondon, Paris, até 1831, que a vende nesta data. Pertenceu depois a Norman Clark Neill, Cowes, desde 1925 e depois à senhora H. F. Buxton, de Londres. Foi adquirida pela Fundação Putnam em 1956.